# Orix Buffaloes
O Orix Buffaloes é um clube profissional de beisebol sediado em Osaka, Japão. A equipe disputa a Nippon Professional Baseball.

## História
Foi fundado em 1936.

## MLB jogadores
Ativos:
- Ichiro Suzuki (2001-)
- Ryan Vogelsong (2000–2006, 2011-)

Antigos:
- Joey Butler (2014)
- Hideo Nomo (1990–2005, 2008)
- Shigetoshi Hasegawa (1997–2005)
- Masao Kida (1999–2005)
- So Taguchi (2002–2009)
- Koo Dae-Sung (2005)
- Yuniesky Betancourt (2014)
- Chan Ho Park (1994–2010)
- Tuffy Rhodes (1990–1993)
- Brad "Animal" Lesley (1982–1985)
- Troy Neel (1992–1994)
- Daryl Spencer (1952–1963)
- Cliff Brumbaugh (2001)
- Charlie Manuel (1969–1972, 1974–1975 jogador; 2000–2013 treinador)